# Jacquemin van Loon
Jacquemin of Jacob van Loon (? - Luik, 1330) was kanunnik in Luik, in het prinsbisdom Luik.
Van Loon was de tweede zoon van graaf Jan I van Loon en zijn tweede vrouw Isabella van Condé. Zowel kanunnik Jacquemin als zijn oudere broer Jan II van Loon deden afstand van elke aanspraak op het graafschap Loon. Dit werd vastgelegd in een charter van april 1280. Met dit charter werd een ruzie bijgelegd tussen enerzijds Arnold V van Loon, de rechtmatige graaf van Loon uit het eerste huwelijk van Jan I, en anderzijds de broers Jacquemin en Jan II met hun moeder Isabella van Condé. Het charter leidde ertoe dat Jan II van Loon een aparte dynastieke tak creëerde, het zogenaamde Huis Loon-Agimont. Kanunnik Jacquemin wordt daarom tot de tak Loon-Agimont gerekend.